# Шевченко, Фёдор Павлович
Фёдор Па́влович Шевче́нко (24 августа 1914, с. Дунаевцы, Хмельницкая область — 1 ноября 1995) — советский и украинский историк, доктор исторических наук (1964), профессор (1968), член-корреспондент АН УССР (26.12.1969).

## Биография
После вечернего рабочего факультета окончил Московский историко-архивный институт, где учился в 1933—1937 годах, затем до 1940 года в аспирантуре там же. Ученик академика Михаила Тихомирова. Кандидатская диссертация «Русские воеводы на Украине в XVII веке» («Російські воєводи на Україні в XVII ст.») защищена в 1943 году, кандидат исторических наук.
В 1944—1950 годах работал в Киевском университете.
С 1949 году работал в Институте истории АН УССР, в 1964—1967 годах — заместитель директора института.
В 1968—1972 годах — директор Института археологии АН УССР.
В 1957—1972 годах — главный редактор «Украинского исторического журнала».
Автор почти 700 публикаций, подготовил около 60 кандидатов и 7 докторов исторических наук.
Умер на 82-м году жизни 1 ноября 1995 года. Похоронен вместе с женой на Байковом кладбище (участок № 49а).

## Труды
- Шевченко Ф. Історичні студії: збірка вибраних праць і матеріалів (до 100-річчя від дня народження) (укр.). — Київ: Інститут історії України, 2014. — 700 с. Архивировано 4 октября 2023 года.